# Robert Ley

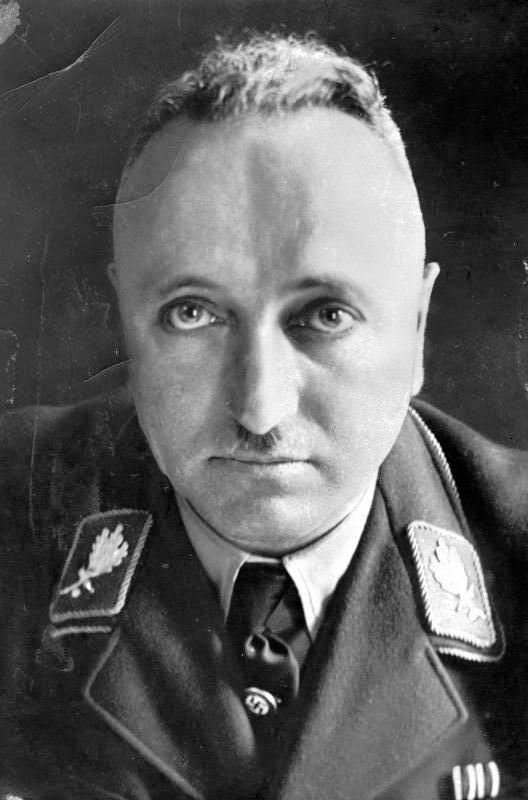
Robert Ley (1933)

Robert Ley (* 15. Februar 1890 in Nümbrecht-Niederbreidenbach, Rheinprovinz; † 25. Oktober 1945 in Nürnberg) war als Reichsleiter der NSDAP und Leiter des Einheitsverbands Deutsche Arbeitsfront einer der führenden Politiker zur Zeit des Nationalsozialismus.
Er gehörte zu den 24 im Nürnberger Prozess gegen die Hauptkriegsverbrecher vor dem Internationalen Militärgerichtshof Angeklagten, beging aber vor Prozessbeginn Suizid.

## Jugend
Ley wuchs als Sohn des Bauern Friedrich Ley und dessen Frau Emilie (geb. Wald) im Oberbergischen Land östlich von Köln als siebtes von elf Kindern auf.
Nach dem Abitur 1910 schrieb sich Ley für Naturwissenschaften an den Universitäten Jena (fünf Semester) und Bonn (zwei Semester) ein und wechselte danach an die Wilhelms-Universität Münster. In Jena wurde er Mitglied der Sängerschaft zu St. Pauli Jena. Bis zum Beginn des Ersten Weltkrieges 1914 gelang es ihm, sein Studium im Fach Lebensmittelchemie in Münster bis vor den Diplomabschluss (Staatsexamen) voranzubringen. Anschließend nahm er als Freiwilliger am Ersten Weltkrieg teil; er wurde als Artillerist in den Schlachten von Verdun und an der Somme eingesetzt und bildete einen „Kompagniegesangverein“, der in Kampfpausen auftrat. Am 4. Juli 1916 wurde er zum Leutnant der Reserve befördert. Als fliegender Beobachter der Fliegerabteilung 202 (Artillerie) wurde Ley am 29. Juli 1917 von einem britischen Flugzeug abgeschossen und geriet in französische Kriegsgefangenschaft. Beim Absturz seines Flugzeugs zog er sich einen Stirnlappenschaden zu sowie eine schwere Oberschenkelverletzung. Zur Rettung des Beins musste er sich sechs chirurgischen Eingriffen unterziehen. Ley litt zeitlebens unter den schmerzhaften Folgen seiner Verwundungen, so dass auf sie auch die Entstehung seiner Alkoholkrankheit und seines gelegentlichen Stotterns zurückgeführt werden. Nachdem er erst 1920 aus der Kriegsgefangenschaft entlassen worden war, promovierte er noch im selben Jahr in Chemie an der Universität Münster über Beiträge zur Kenntnis der gemischten Glyceride und erhielt anschließend eine gut dotierte Anstellung bei Bayer in Leverkusen.

## Parteikarriere

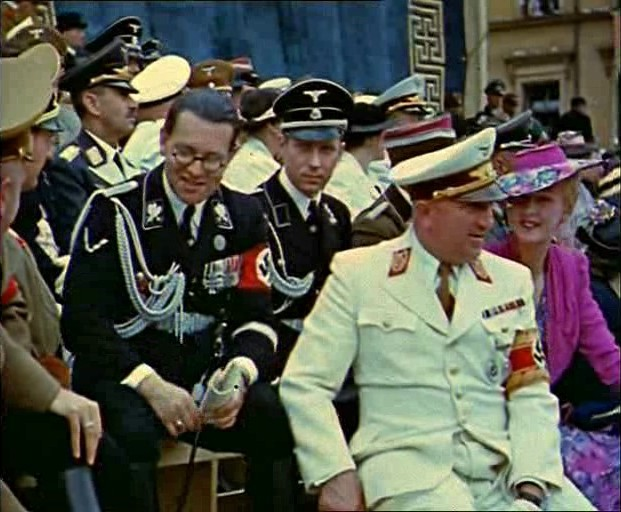
Von links nach rechts: Philipp Bouhler, sein Adjutant Karl Freiherr Michel von Tüßling, Robert Ley mit seiner Frau Inga; München, Juli 1939

Der NSDAP trat Ley bereits 1923 bei und Adolf Hitler berief ihn im Juni 1925 zum Gauleiter von Rheinland-Süd. Aufgrund seiner Alkoholsucht und wegen antisemitischer Angriffe auf einen Bankier verlor er 1928 seine Beschäftigung bei der Bayer-Zweigniederlassung der I.G. Farben; dennoch schloss das Unternehmen einen Vertrag ab, demzufolge er noch drei Jahre lang ein Monatsgehalt von 850,- Mark und für jedes Halbjahr einen zusätzlichen Betrag von bis zu 2000 Mark erhielt. Dies erklärt, woher ein Teil der Finanzierungen für seine eigene Gauzeitung (Westdeutscher Beobachter) stammten. Im gleichen Jahr ernannte man ihn zum hauptamtlichen Organisationsleiter der NSDAP im Gau Köln-Aachen und er wurde Mitglied des Preußischen Landtags. In diesen Jahren entwickelte er sich zum fanatischen Redner und Agitator.
Ley war in Straßenschlachten und andere Tumulte verwickelt. Unter anderem wurde er wegen eines tätlichen Angriffs am 22. April 1932 auf den SPD-Vorsitzenden Otto Wels und den Kölner Polizeipräsidenten Otto Bauknecht verurteilt. Die Parteizeitung Westdeutscher Beobachter benutzte er für hasserfüllte Ausfälle gegen jüdische Warenhäuser und gegen „jüdische Finanzmacht“. Ley spezialisierte sich auf – vor allem gegen Juden gerichtete – verleumderische Artikel. In Koblenz gründete er 1930 das Nationalblatt, eine Propagandazeitung der NSDAP im Gau Moselland. In einer Rede vom Mai 1942 in Karlsruhe erklärte er, dass es nicht genüge, den „jüdischen Feind der Menschheit“ zu isolieren. Darüber hinaus sagte er bereits in einer Rede am 2. Juni 1942 in den Berliner Siemens-Werken: „Juda wird und muss fallen. Juda wird und muss vernichtet werden. Das ist unser heiliger Glaube.“ Bei seinen Reden betonte er, dass die „Ausrottung der jüdischen Rasse“ in Europa ein Ziel des Nationalsozialismus sei.
Ley neigte notorisch dazu, sich – unabhängig vom Thema – in blinde Rage zu reden und jeden Bezug zur Realität zu verlieren, indem er zum Beispiel Hitler buchstäbliche Allwissenheit attestierte oder die unmittelbar bevorstehende Eroberung des Mondes und aller Planeten ankündigte.

## An der Spitze des NS-Regimes
Nach dem Rücktritt von Gregor Strasser am 8. Dezember 1932 wurde Ley von Hitler im Dezember 1932 zum Reichsorganisationsleiter (ROL) der NSDAP ernannt, ohne jedoch die Machtfülle seines Vorgängers zu erreichen. Im Kampf um die Parteiführung unterlag er Rudolf Heß, der sich mit Unterstützung seines Stabsführers Martin Bormann durchsetzen konnte; Hitler ernannte Heß am 21. April 1933 zum Stellvertreter und erteilte ihm die Vollmacht, „in allen Fragen der Parteileitung“ in seinem Namen zu entscheiden. Im November 1934 wurden Leys Aufgaben auf „Aufbau, Ausbau und Überwachung der inneren Organisation [sowie] Schulung und Personal-Statistik der Parteiorganisation“ beschränkt. Zentrales Führungsorgan der NSDAP wurde hingegen der Stab des Stellvertreters des Führers, der 1941 in „Partei-Kanzlei“ umbenannt wurde.
Ley gehörte 1933 zu den Gründungsmitgliedern der von Hans Frank geführten Akademie für Deutsches Recht. Er sah sich als „Erzieher“ und „Betreuer“ der Partei, indem er deren Schulung und Personalpolitik organisierte. Ihm waren die „NS-Ordensburgen“ und die Gestaltung der Nürnberger Reichsparteitage unterstellt. Während des Zweiten Weltkriegs hatte er die Aufsicht über das staatliche Wohnungsbauprogramm.
Unter Hinweis auf seine Verdienste bat er 1940 Hitler um eine Dotation, die ihm in Höhe von 1 Million Reichsmark gewährt wurde.

## Organisator der Deutschen Arbeitsfront

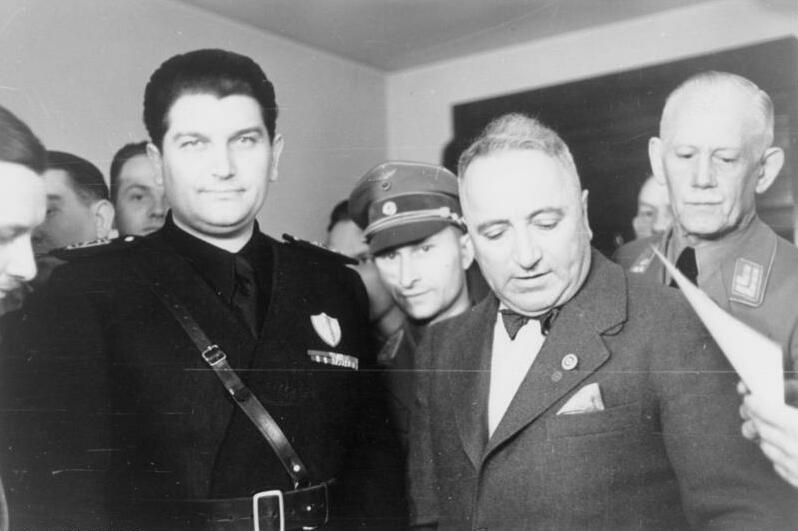
Tullio Cianetti, Robert Ley, 1936

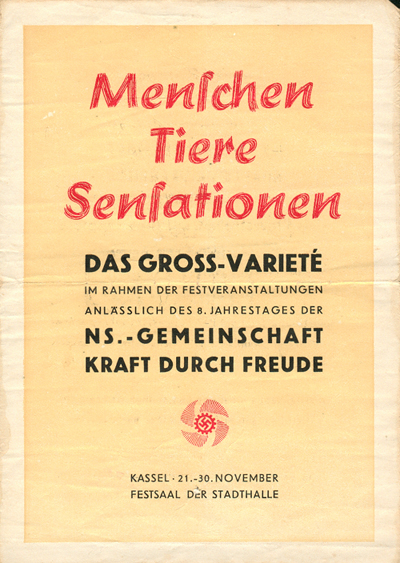
Reklame für einen bunten Abend der NS-Gemeinschaft „Kraft durch Freude“ im Gau Kurhessen

Nach der Machtergreifung der Nationalsozialisten 1933 wurde er Leiter des Aktionskomitees zum Schutz der Deutschen Arbeit, dessen Aufgabe die Auflösung und Übernahme der Gewerkschaften war. Das Aktionskomitee wurde wenig später in die Deutsche Arbeitsfront (DAF) überführt, deren Leiter Robert Ley bis 1945 war.
Nach der Kampagne gegen die Gewerkschaften vom 2. Mai 1933 und deren Zerschlagung wurde am 10. Mai 1933 in Berlin die DAF gegründet. In der ersten Entwicklungsetappe bis Ende 1933 enthielten die neu gebildeten Gesamtverbände der deutschen Arbeiter und der deutschen Angestellten sowie der Große und Kleine Arbeitskonvent noch Konzessionen an den tief verwurzelten Gewerkschaftsgedanken. Beginnend mit dem 27. November 1933, als das Zentralbüro der DAF mit den Reichsbetriebsgemeinschaften, den Gauwaltungen der DAF mit den Gaubetriebsgemeinschaften und Betriebsgemeinschaften gegründet wurde, setzte Ley das Führerprinzip in vollem Umfange durch.
Somit gelang es Ley, in der DAF die nationalsozialistische Ideologie zu verbreiten und die Betriebe in wachsendem Maße durch Betriebsappelle und sogenannte Werkscharen zu militarisieren. Die DAF schloss sich als Verband der NSDAP an. Ihr Charakter wurde allerdings durch eine exzessive soziale Demagogie verschleiert. Das Bild des Arbeiters sollte nach dem Selbstverständnis der DAF einer „Organisation aller schaffenden Deutschen der Stirn und der Faust“ entsprechen, mit dem Anspruch, den Arbeiter „zum gleichberechtigten und geachteten Mitglied der Nation“ gemacht zu haben. Dieses Bild, welches an die Mentalität des Frontsoldaten in den Schützengräben des Ersten Weltkriegs anknüpfte, sollte das Kampfverhalten in den Betrieben fördern, was genau dem sozialdarwinistischen Leitbild vom Menschen in der NSDAP entsprach: der Mensch als Kämpfer gegen seine Feinde.
Die Mitgliederzahlen der DAF betrugen 5.320.000 im Juli 1933, 16.000.000 im Juni 1934 und 25.000.000 im Dezember 1942, womit sie die größte Massenorganisation im NS-Staat wurde. Sie führte die Gleichschaltung der Arbeits- und Freizeitwelt der Deutschen im Sinne des Nationalsozialismus durch (unter anderem durch die Organisation der Sozialversicherungen und die NS-Gemeinschaft „Kraft durch Freude“, die im Deutschen Reich der 1930er Jahre zum größten Reiseveranstalter wurde).
Nach Leys Ideen wurden bis 1935 Parteischulen („NS-Ordensburg“) für junge Erwachsene gebaut, u. a. die Ordensburg Sonthofen im Allgäu und die Ordensburg Vogelsang in der Eifel. Ab 1937 kamen in Zusammenarbeit mit dem „Reichsjugendführer“ Baldur von Schirach außerdem die parteieigenen Adolf-Hitler-Schulen für Jungen ab 12 Jahren hinzu.

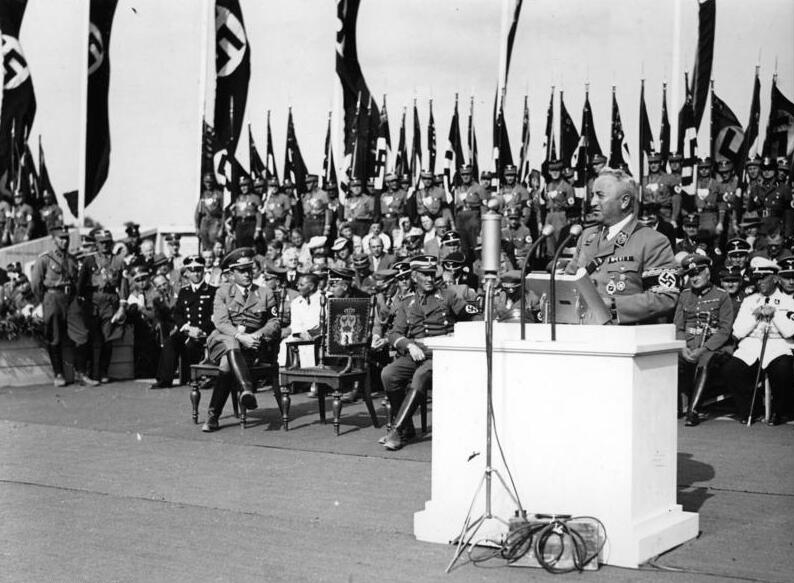
Ley bei einer Rede anlässlich der Grundsteinlegung zur Wohnbausiedlung Charlottenburg-Nord in Berlin am 1. August 1939. Dahinter von links nach rechts Albert Speer und Julius Lippert.

Aus dem in der Nähe seines Heimatorts gelegenen Waldbröl mit damals unter 10.000 Einwohnern wollte Ley die „größte Stadt zwischen Köln und Kassel“ machen. Nach dem Vorbild des Volkswagenwerkes bei Fallersleben sollte ein „Volkstraktorenwerk“ mit Autobahnanbindung und U-Bahn gebaut werden. Zudem war geplant, die beiden Nebenbahnen Aggertalbahn und Wiehltalbahn zu zweigleisigen Hauptbahnen auszubauen. Ley erwarb privat 1936 das Gut Rottland bei Waldbröl und ließ es vom Architekten Clemens Klotz pompös ausbauen.
1937 besaß er außerdem eine 1911 erbaute Villa in Bad Saarow, Kronprinzendamm (heute Karl-Marx-Damm) 27, für den Hermann Mattern den Garten entwarf.
Leys Dienstvilla wurde 1938 die für ihn umgebaute Villa Leonhart in Königswinter.

## Niedergang und Tod
Ab 1939 verlor Ley seinen ehedem beträchtlichen Einfluss zunehmend an den Reichsminister für Bewaffnung und Munition Fritz Todt und später dessen Nachfolger Albert Speer. Auch Fritz Sauckel als Generalbevollmächtigter für den Arbeitseinsatz machte ihm wichtige Funktionen streitig. Durch rohe antisemitische Stimmungsmache versuchte er, seinen Autoritätsverlust auszugleichen. Seine auch in der Öffentlichkeit bekannt gewordene Alkoholsucht (er fuhr des Öfteren volltrunken Auto) brachte ihm hinter vorgehaltener Hand die Spitznamen „Reichstrunkenbold“ und „Immerblau“ ein. 1939 wurde er mit der Ehrensenatorwürde der TH Karlsruhe ausgezeichnet.
Lediglich im Bereich des Wohnungswesens konnte Ley seine führende Stellung halten. Er war am 15. November 1940 von Adolf Hitler zum „Reichskommissar für den sozialen Wohnungsbau“ ernannt worden, eine von da an „Oberste Reichsbehörde“, und im Frühjahr 1942 mit nochmals erweiterten Kompetenzen zum „Reichswohnungskommissar“. Gegen den Widerstand von Reichsarbeitsminister Franz Seldte und Martin Bormann (Leiter der Parteikanzlei der NSDAP) und mit strategischer Unterstützung Speers erhielt er den Auftrag zur Einrichtung des Deutschen Wohnungshilfswerks, mit dem ab Herbst 1943 die Luftkriegsopfer mit behelfsmäßigem Wohnraum versorgt werden sollten.

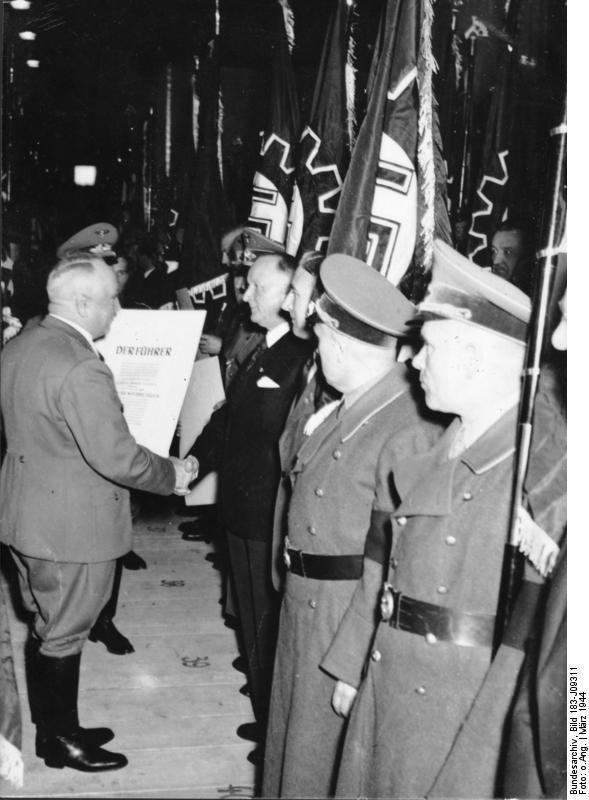
Auszeichnung von Kriegsmusterbetrieben durch Robert Ley, März 1944

Am 29. April 1945 wurde er in Hitlers politischem Testament als Leiter der DAF bestätigt und als Reichsminister benannt. Einige Tage später, am 16. Mai, wurde er von Soldaten der 101. US-Luftlandedivision in einer Hütte bei Berchtesgaden verhaftet. Er hatte sich dort unter dem Namen Dr. Ernst Distelmeyer mit falschen Papieren versteckt, konnte jedoch bei einer Gegenüberstellung mit dem NSDAP-Reichsschatzmeister Franz Xaver Schwarz zweifelsfrei identifiziert werden. Er wurde erst in Salzburg gefangengehalten und dann in Camp Ashcan im luxemburgischen Bad Mondorf zusammen mit anderen Mitgliedern der NSDAP-Hierarchie und Militärs der Wehrmacht interniert. Er wurde im Nürnberger Prozess gegen die Hauptkriegsverbrecher angeklagt. Einer abzusehenden Verurteilung vor dem Internationalen Militärgerichtshof entzog sich Ley im Zellengefängnis Nürnberg durch Suizid: Nachdem er ein Militärhandtuch zuvor unbemerkt unter seinem Laken zerrissen hatte, strangulierte er sich, in seiner Zelle auf der Toilette sitzend, mit einem aus Gewebestreifen selbst hergestellten Strang an einem Abflussrohr.

## Ehen und Nachkommen
Ley war von 1921 bis zur Scheidung 1938 mit Elisabeth Schmidt verheiratet; aus der Ehe ging die gemeinsame Tochter Renate Wald (1922–2004) hervor.
Am 20. August 1938 heiratete er die Sängerin Inga Spilker, mit der er drei Kinder hatte: die Töchter Lore (* 1938; in Anlehnung an die Loreley) und Gloria (* 1941) sowie Sohn Wolf (* 1940; in Anlehnung an Hitlers Decknamen). Inga Ley erschoss sich am 29. Dezember 1942.
Aus der außerehelichen Beziehung mit der Tänzerin Madeleine Farr (Wanderer) (1926–2007) entstammte Sohn Rolf-Robert (* 1944).

## Überlieferung
Leys Nachlass wird in der Koblenzer Dienststelle des Bundesarchivs aufbewahrt (N 1468). Er umfasst persönliche Unterlagen und Dokumente, sein Testament sowie von ihm in Nürnberg angefertigte Aufzeichnungen über sein Leben und über diverse Persönlichkeiten und Erscheinungen des NS-Staates, ferner ein Erinnerungsmanuskript seiner Tochter Renate Wald „Dr. Robert Ley – Leben mit meinem Vater“.
Robert Leys Testament wurde Anfang 1946 gefunden. Es war am 18. Juni 1945 verfasst worden. Ley hatte zahlreiche Verfügungen hinsichtlich sowohl seiner legitimen als auch seiner illegitimen Kinder getroffen und wünschte, an der Seite seiner verstorbenen Ehefrau beigesetzt zu werden. Falls seine Geliebte Madeleine Wanderer unverheiratet sterben sollte, gestand er ihr ebenfalls das Recht zu, neben ihm bestattet zu werden. Wörtlich hatte er in seinem letzten Willen geschrieben: „Ich wünsche nicht betrauert zu werden, denn ich danke dem Himmel für alles Schöne und Große, das ich erlebt habe. Vor allem bin ich den schönen Frauen verpflichtet, die mein Leben verschönt haben – Inge und Frau Madeleine Wanderer.“
In der Berliner Dienststelle des Bundesarchivs hat sich eine umfangreiche Akte mit Parteikorrespondenz der NSDAP zu Ley erhalten (R 9361-II/635494). Diese ist vom Archiv digitalisiert worden und kann von jedermann barrierefrei über die invenio-Datenbank des Archivs online durchgesehen und gelesen werden.

## Sonstiges
Nach Ley wurden das Ley-Haus (auch Ley-Bude), der Siedlungstyp Ley-Siedlung und das Kreuzfahrtschiff Robert Ley benannt.